# 习近平新时代中国特色社会主义思想
习近平新时代中国特色社会主义思想（在习近平本人讲话中称为“新时代中国特色社会主义思想”）是习近平自2012年11月中共十八届一中全会当选中共中央总书记后形成的中国共产党指导思想。2017年10月24日，中共十九大通过了关于《中国共产党章程（修正案）》决议，习近平新时代中国特色社会主义思想写入党章。从此，习近平新时代中国特色社会主义思想成为继毛泽东思想、邓小平理论之后第三个以领导人名字命名中共指导思想，这意味着习近平地位高于之前两任中共中央总书记江泽民、胡锦涛，习近平在意识形态上绝对权威得以树立。习近平新时代中国特色社会主义思想所要解决核心问题是：坚持和发展什么样的中国特色社会主义、怎样坚持和发展中国特色社会主义、建设什么样的社会主义现代化强国、怎样建设社会主义现代化强国、建设什么样的长期执政马克思主义政党、怎样建设长期执政马克思主义政党，该思想是全党全国人民为实现中华民族伟大复兴而奋斗的“行动指南”。2018年3月11日，第十三届全国人民代表大会一次会议通过《中华人民共和国宪法修正案（2018年）》，习近平新时代中国特色社会主义思想与科学发展观一同被写入中华人民共和国宪法。

## 历史沿革

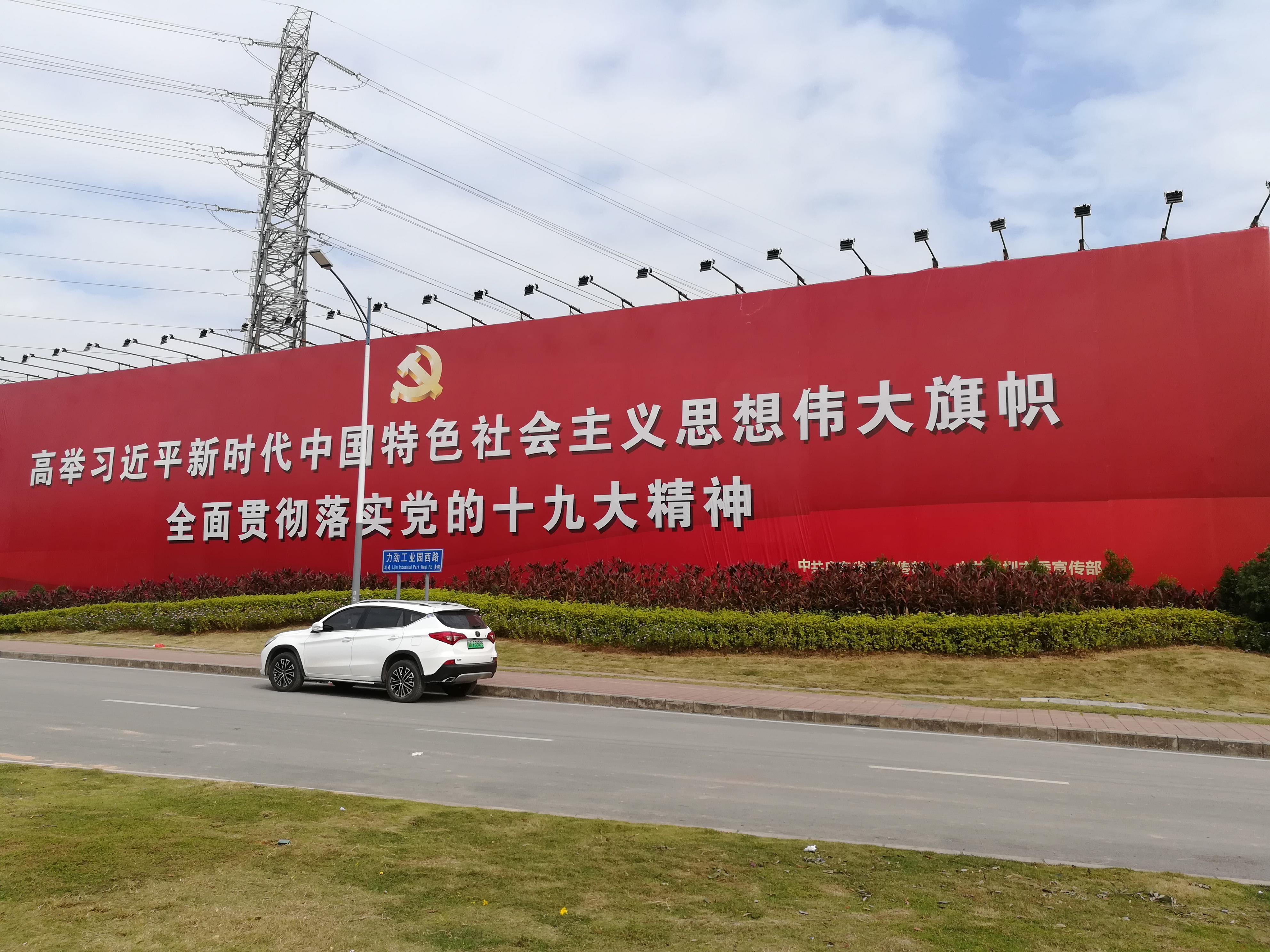
广东省深圳市龙华区一道路放置习近平新时代中国特色社会主义思想宣传标语

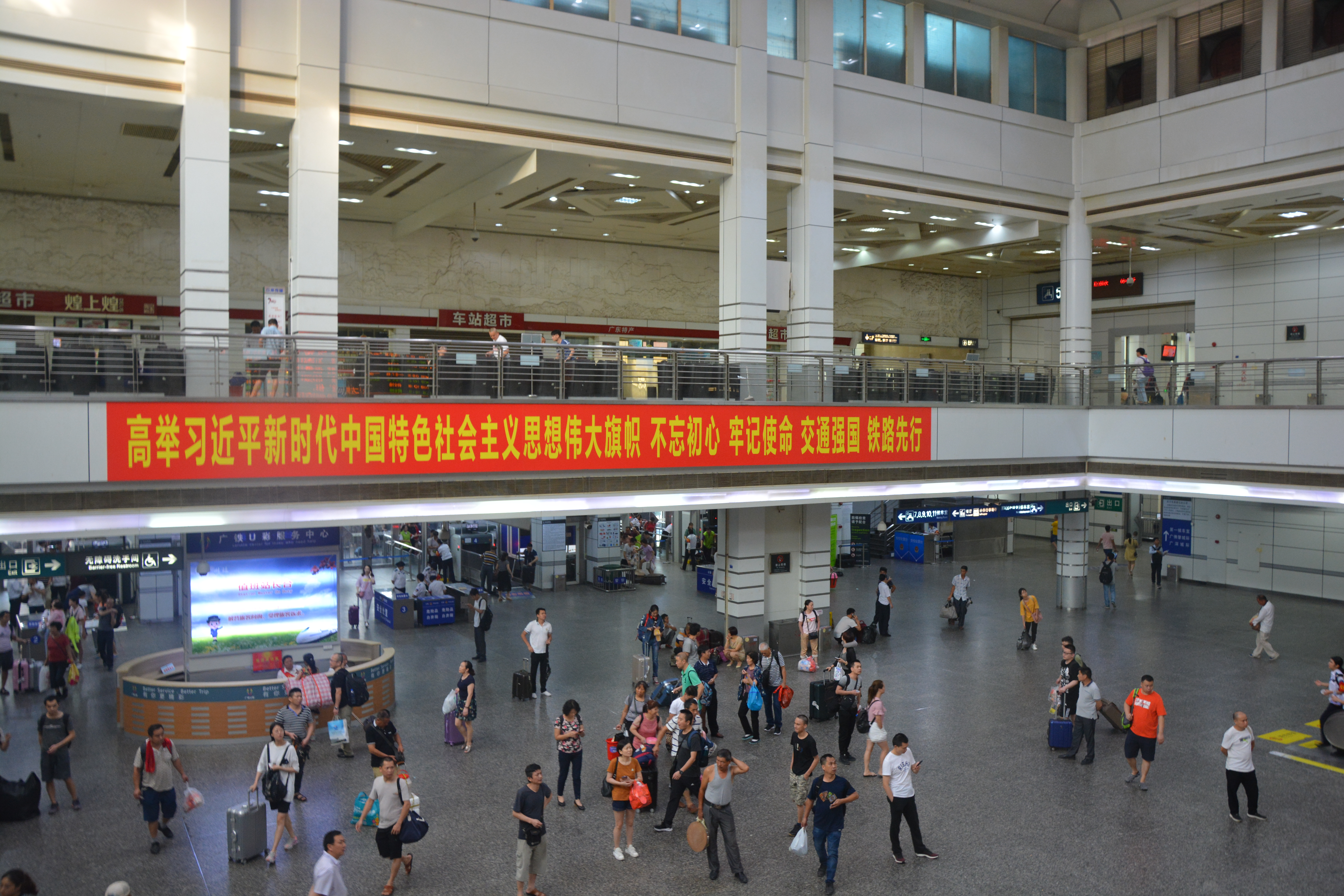
在廣州火車站的宣傳標語：「高举习近平新时代中国特色社会主义思想伟大旗帜 不忘初心 牢記使命 交通強國 鐵路先行」

1987年以来，历次中国共产党全国代表大会报告曾多次论述社会主义初级阶段及其主要矛盾。1987年中共十三大报告指出中国“正处在社会主义初级阶段”，并将社会主义初级阶段主要矛盾概括为“人民日益增长的物质文化需要同落后的社会生产之间的矛盾”。1992年中共十四大报告和1997年中共十五大报告均重申了中国社会主义社会仍处在初级阶段及其主要矛盾，十五大报告还强调“这个主要矛盾贯穿我国社会主义初级阶段的整个过程和社会生活的各个方面”。2002年中共十六大报告再次重申中国“正处于并将长期处于社会主义初级阶段”，对主要矛盾也作出了与之前相同的表述，但已经指出“现在达到的小康还是低水平的、不全面的、发展很不平衡的小康”。2007年中共十七大报告指出并分析“进入新世纪新阶段，我国发展呈现一系列新的阶段性特征”，之后又一次重申“中国仍处于并将长期处于社会主义初级阶段的基本国情没有变，人民日益增长的物质文化需要同落后的社会生产之间的这一社会主要矛盾没有变”。2012年中共十八大报告与十七大报告相同，仍然重申了对中国基本国情和社会主要矛盾的判断，但也明确指出“发展中不平衡、不协调、不可持续问题依然突出”。
2013年7月8日，新華社發表系列「學習貫徹習近平總書記系列重要講話精神述評」，將習近平的論述稱爲「習近平總書記系列重要講話精神」。2014年6月，中共官方的人民出版社和学习出版社联合出版了《习近平总书记系列重要讲话读本》一书，成为党员干部的学习教材。2014年10月召开的十八届四中全会，闭幕后发布的公报在“马克思列宁主义、毛泽东思想、邓小平理论、三个代表重要思想和科学发展观”后面添加了“深入贯彻习近平总书记系列重要讲话精神”的表述。习近平讲话精神的核心是“一个中心、两个基本点”，其中“一个中心”是“中华民族伟大复兴的中国梦”；“两个基本点”是“全面深化改革和坚持群众路线”。2016年10月27日，中共十八屆六中全會閉幕，會議公報使用「習近平總書記系列重要講話精神和治國理政新理念新思想新戰略」的提法。2017年6月，中共北京市委书记蔡奇在公开场合开始使用“习近平总书记重要思想”的提法。2017年10月18日中共十九大开幕会上，习近平总书记系列重要讲话精神和党中央治国理政新理念新思想新战略被更名为「习近平新时代中国特色社会主义思想」。

## 主要内容
“十個明確”、“十四個堅持”和“十三个方面成就”，概括了习近平新时代中国特色社会主义思想的主要内容，“六个必须坚持”是习近平新时代中国特色社会主义思想的世界观和方法论。“两个确立”集中体现了十八大以来最重要的的政治成果。

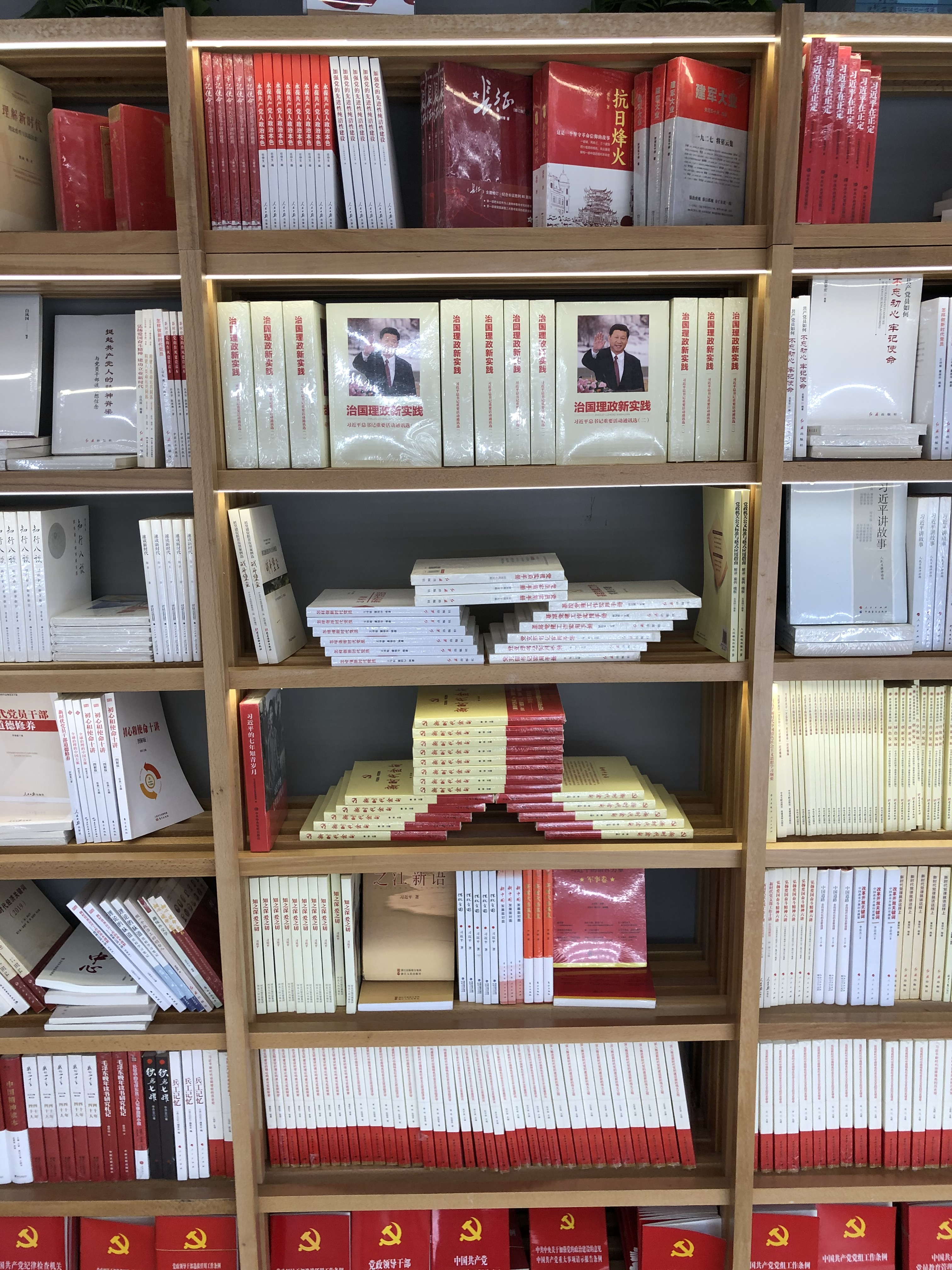
湖北省宜昌市新华书店伍家岗书城展示的习近平思想书籍

### 十个明确
1. 明确中国特色社会主义最本质的特征是中国共产党领导，中国特色社会主义制度的最大优势是中国共产党领导，中国共产党是最高政治领导力量，全党必须增强“四个意识”、坚定“四个自信”、做到“两个维护”。
2. 明确坚持和发展中国特色社会主义，总任务是实现社会主义现代化和中华民族伟大复兴，在全面建成小康社会的基础上，分两步走在本世纪中建成富强民主文明和谐美丽的社会主义现代化强国，以中国式现代化推进中华民族伟大复兴。
3. 明确新时代我国社会主要矛盾是人民日益增长的美好生活需要和不平衡不充分的发展之间的矛盾，必须坚持以人民为中心的发展思想，发展全过程人民民主，推动人的全面发展、全体人民共同富裕取得更为明显的实质性进展。
4. 明确中国特色社会主义事业总体布局是经济建设、政治建设、文化建设、社会建设、生态文明建设五位一体，战略布局是全面建设社会主义现代化国家、全面深化改革、全面依法治国、全面从严治党四个全面。
5. 明确全面深化改革总目标是完善和发展中国特色社会主义制度、推进国家治理体系和治理能力现代化。
6. 明确全面推进依法治国总目标是建设中国特色社会主义法治体系、建设社会主义法治国家。
7. 明确必须坚持和完善社会主义基本经济制度，使市场在资源配置中起决定性作用，更好发挥政府作用，把握新发展阶段，贯彻创新、协调、绿色、开放、共享的新发展理念，加快构建以国内大循环为主体、国内国际双循环相互促进的新发展格局，推动高质量发展，统筹发展和安全。
8. 明确党在新时代的强军目标是建设一支听党指挥、能打胜仗、作风优良的人民军队，把人民军队建设成为世界一流军队。
9. 明确中国特色大国外交要服务于民族复兴、促进人类进步，推动建设新型国际关系，推动构建人类命运共同体。
10. 明确全面从严治党的战略方针，提出新时代党的建设总要求，全面推进党的政治建设、思想建设、组织建设、作风建设、纪律建设，把制度建设贯穿其中，深入推进反腐败斗争，落实管党治党政治责任，以伟大自我革命引领伟大社会革命。

### 十四个坚持
1. 坚持党对一切工作的领导。
2. 坚持以人民为中心的发展思想。
3. 坚持全面深化改革。
4. 坚持新发展理念。
5. 坚持人民当家作主。
6. 坚持全面依法治国。
7. 坚持社会主义核心价值体系。
8. 坚持在发展中保障和改善民生。
9. 坚持人与自然和谐共生。
10. 坚持总体国家安全观。
11. 坚持党对人民军队的绝对领导。
12. 坚持“一国两制”和推进祖国统一。
13. 坚持推动构建人类命运共同体。
14. 坚持全面从严治党。

### 十三个方面成就
1. 在坚持党的全面领导上
2. 在全面从严治党上
3. 在经济建设上
4. 在全面深化改革开放上
5. 在政治建设上
6. 在全面依法治国上
7. 在文化建设上
8. 在社会建设上
9. 在生态文明建设上
10. 在国防和军队建设上
11. 在维护国家安全上
12. 在坚持“一国两制”和推进祖国统一上
13. 在外交工作上

### 六个必须坚持
1. 坚持人民至上
2. 坚持自信自立
3. 坚持守正创新
4. 坚持问题导向
5. 坚持系统观念
6. 坚持胸怀天下

### 两个确立
1. 确立了以习近平同志为核心的党中央的坚强领导
2. 确立了习近平新时代中国特色社会主义思想的科学指引

## 组成部分

### 习近平法治思想
- 坚持党对全面依法治国的领导
- 坚持以人民为中心
- 坚持中国特色社会主义法治道路
- 坚持依宪治国、依宪执政
- 坚持在法治轨道上推进国家治理体系和治理能力现代化
- 坚持建设中国特色社会主义法治体系
- 坚持依法治国、依法执政、依法行政共同推进，法治国家、法治政府、法治社会一体建设
- 坚持全面推进科学立法、严格执法、公正司法、全民守法
- 坚持统筹推进国内法治和涉外法治
- 坚持建设德才兼备的高素质法治工作队伍
- 坚持抓住领导干部这个“关键少数”

### 习近平外交思想
- 堅持以維護黨中央權威為統領加強黨對對外工作的集中統一領導
- 堅持以實現中華民族偉大復興為使命推進中國特色大國外交
- 堅持以維護世界和平，促進共同發展為宗旨推動構建人類命運共同體
- 堅持以中國特色社會主義為根本增強戰略自信
- 堅持以共商共建共享為原則推動「一帶一路」建設
- 堅持以相互尊重，合作共贏為基礎走和平發展道路
- 堅持以深化外交佈局為依托打造全球夥伴關係
- 堅持以公平正義為理念引領全球治理體系改革
- 堅持以國家核心利益為底線維護國家主權、安全、發展利益
- 堅持以對外工作優良傳統和時代特徵相結合為方向塑造中國外交獨特風範

### 习近平强军思想
- 明确强国必须强军，巩固国防和强大人民军队是新时代坚持和发展中国特色社会主义、实现中华民族伟大复兴的战略支撑。
- 明确党在新时代的强军目标是建设一支听党指挥、能打胜仗、作风优良的人民军队，必须同国家现代化进程相一致，力争到2035年基本实现国防和军队现代化，到本世纪中叶把人民军队全面建成世界一流军队。
- 明确党对军队绝对领导是人民军队建军之本、强军之魂，必须全面贯彻党领导军队的一系列根本原则和制度，确保部队绝对忠诚、绝对纯洁、绝对可靠。
- 明确军队是要准备打仗的，必须聚焦能打仗、打胜仗，创新发展军事战略指导，构建中国特色现代作战体系，全面提高新时代备战打仗能力，有效塑造态势、管控危机、遏制战争、打赢战争。
- 明确作风优良是我军鲜明特色和政治优势，必须加强作风建设、纪律建设，坚定不移正风肃纪、反腐惩恶，大力弘扬我党我军光荣传统和优良作风，永葆人民军队性质、宗旨、本色。
- 明确推进强军事业必须坚持政治建军、改革强军、科技兴军、依法治军，更加注重聚焦实战、更加注重创新驱动、更加注重体系建设、更加注重集约高效、更加注重军民融合，全面提高革命化现代化正规化水平。
- 明确改革是强军的必由之路，必须推进军队组织形态现代化，构建中国特色现代军事力量体系，完善中国特色社会主义军事制度。
- 明确创新是引领发展的第一动力，必须坚持向科技创新要战斗力，统筹推进军事理论、技术、组织、管理、文化等各方面创新，建设创新型人民军队。
- 明确现代化军队必须构建中国特色军事法治体系，推动治军方式根本性转变，提高国防和军队建设法治化水平。
- 明确军民融合发展是兴国之举、强军之策，必须坚持发展和安全兼顾、富国和强军统一，形成全要素、多领域、高效益军民融合深度发展格局，构建一体化的国家战略体系和能力。

### 习近平经济思想
- 加强党对经济工作的全面领导是我国经济发展的根本保证
- 坚持以人民为中心的发展思想是我国经济发展的根本立场
- 进入新发展阶段是我国经济发展的历史方位
- 坚持新发展理念是我国经济发展的指导原则
- 构建新发展格局是我国经济发展的路径选择
- 推动高质量发展是我国经济发展的鲜明主题
- 坚持和完善社会主义基本经济制度是我国经济发展的制度基础
- 坚持问题导向部署实施国家重大发展战略是我国经济发展的战略举措
- 坚持创新驱动发展战略是我国经济发展的第一动力
- 大力发展制造业和实体经济是我国经济发展的主要着力点
- 坚定不移地全面扩大开放是我国经济发展的重要法宝
- 统筹发展和安全是我国经济发展的重要保障
- 坚持正确的工作策略和方法是做好经济工作的方法论

### 习近平生态文明思想
- 坚持人与自然和谐共生
- 绿水青山就是金山银山
- 良好生态环境是最普惠的民生福祉
- 统筹山水林田湖草沙系统治理
- 用最严格制度最严密法治保护生态环境
- 共谋全球生态文明建设

### 习近平文化思想
- 坚持党的文化领导权
- 推动物质文明和精神文明协调发展
- 坚持“两个结合”
- 担负新的文化使命
- 坚定文化自信
- 培育和践行社会主义核心价值观
- 掌握信息化条件下舆论主导权、广泛凝聚社会共识
- 坚持以人民为中心的工作导向
- 保护历史文化遗产
- 构建中国话语和中国叙事体系
- 促进文明交流互鉴

## 科研與教育
2017年12月，中共中央批准成立10家习近平新时代中国特色社会主义思想研究中心（院），分别设立于中共中央党校、教育部、中国社会科学院、中国人民解放军国防大学、北京市、上海市、广东省、北京大学、清华大学、中国人民大学。截至2018年1月，中国社会科学院、中国人民大学、中共中央党校、清华大学、北京市、北京大学等习近平新时代中国特色社会主义思想研究中心先后挂牌。
2019年6月9日，由中共中央宣传部组织编写，学习出版社、人民出版社联合出版的《习近平新时代中国特色社会主义思想学习纲要》一书作为习近平新时代中国特色社会主义思想的辅助读物正式发行。《习近平新时代中国特色社会主义思想学习纲要》共21章、99目、200条，近15万字。
2019年年底，《习近平谈治国理政》多语种版本进高校、进教材、进课堂（简称“三进”）试点工作在北京外国语大学、上海外国语大学、四川外国语大学启动，这项工作是把习近平新时代中国特色社会主义思想融入外语类专业课程，目的在于形成同综合国力相适应的国际话语权，向世界讲好中国故事。2022年8月，外语教学与研究出版社编纂的“理解当代中国”外国语言文学类专业（英、俄、德、法、西、阿、日、意、葡、韩）系列与国际中文系列教材出版发行。
從2020年秋季学期開始，中華人民共和國37所全国重点马克思主义学院所在的高等院校將开设“习近平新时代中国特色社会主义思想概论”课。
2021年7月，《习近平新时代中国特色社会主义思想学生读本》列為上海市小学、初中、高中的必修内容。
2021年8月，国家教材委员会印发《习近平新时代中国特色社会主义思想进课程教材指南》，要求把习近平新时代中国特色社会主义思想融入课程教材。
2022年2月24日，廣西南宁市委宣传部编印了《习近平新时代中国特色社会主义思想“大家学”》系列“口袋书”，表示會不定期编发给該市各级党组织。4月底，南宁市委宣传部再度编印“口袋书”，并大量派发到农村、企业、医院和学校等。当地官媒表示，“口袋书”在南宁各地各行业引发学习热潮。口袋书的设计样式被指形同红宝书，引发部分舆论担忧文革做法重现以及个人崇拜进一步抬头。
2023年3月30日，习近平主持召开中共中央政治局会议，决定从2023年4月开始，在中共全党自上而下分两批开展学习贯彻习近平新时代中国特色社会主义思想主题教育。該年4月，中共中央通知中華人民共和國全國學習官方新出版的《習近平著作選讀》第一、二卷，此著作將成為中華人民共和國的「師生理論學習教材」，推動習思想「進教材、進課堂、進頭腦」，是「黨和國家政治生活中的一件大事」，中共各級成員應「原原本本學、認認真真悟」。
2023年5月23日，中共中央政治局常委、中央书记处书记蔡奇提出，要把学习《习近平著作选读》作为重大政治任务，并开展主题教育，推动中国官方新时代中国特色社会主义思想“入脑入心入魂”。
2023年6月22日，第一个研究习近平思想的研究室在俄罗斯成立，这是中国以外的第一个此类研究中心。
2023年8月28日，《习近平新时代中国特色社会主义思想概论》教材出版发行。
2024年7月31日，香港教育局宣佈，香港初中公民與社會發展科將於2024年9月新學年全面推行，教育局向全港中學發通告公布相關課程指引，其中要求教師向中三學生講解習近平思想。在香港官方公布的教材及工作紙中，相關教材及工作紙引用了中共中央總書記習近平的「七一講話」，並要求學生回答「四個必須」及「四點希望」。

## 评价

### 官方评价
- 《中共中央关于党的百年奋斗重大成就和历史经验的决议》：

以习近平同志为主要代表的中国共产党人，坚持把马克思主义基本原理同中国具体实际相结合、同中华优秀传统文化相结合，坚持毛泽东思想、邓小平理论、“三个代表”重要思想、科学发展观，深刻总结并充分运用党成立以来的历史经验，从新的实际出发，创立了习近平新时代中国特色社会主义思想，明确中国特色社会主义最本质的特征是中国共产党领导，中国特色社会主义制度的最大优势是中国共产党领导，中国共产党是最高政治领导力量，全党必须增强“四个意识”、坚定“四个自信”、做到“两个维护”；明确坚持和发展中国特色社会主义，总任务是实现社会主义现代化和中华民族伟大复兴，在全面建成小康社会的基础上，分两步走在本世纪中叶建成富强民主文明和谐美丽的社会主义现代化强国，以中国式现代化推进中华民族伟大复兴；明确新时代我国社会主要矛盾是人民日益增长的美好生活需要和不平衡不充分的发展之间的矛盾，必须坚持以人民为中心的发展思想，发展全过程人民民主，推动人的全面发展、全体人民共同富裕取得更为明显的实质性进展；明确中国特色社会主义事业总体布局是经济建设、政治建设、文化建设、社会建设、生态文明建设五位一体，战略布局是全面建设社会主义现代化国家、全面深化改革、全面依法治国、全面从严治党四个全面；明确全面深化改革总目标是完善和发展中国特色社会主义制度、推进国家治理体系和治理能力现代化；明确全面推进依法治国总目标是建设中国特色社会主义法治体系、建设社会主义法治国家；明确必须坚持和完善社会主义基本经济制度，使市场在资源配置中起决定性作用，更好发挥政府作用，把握新发展阶段，贯彻创新、协调、绿色、开放、共享的新发展理念，加快构建以国内大循环为主体、国内国际双循环相互促进的新发展格局，推动高质量发展，统筹发展和安全；明确党在新时代的强军目标是建设一支听党指挥、能打胜仗、作风优良的人民军队，把人民军队建设成为世界一流军队；明确中国特色大国外交要服务民族复兴、促进人类进步，推动建设新型国际关系，推动构建人类命运共同体；明确全面从严治党的战略方针，提出新时代党的建设总要求，全面推进党的政治建设、思想建设、组织建设、作风建设、纪律建设，把制度建设贯穿其中，深入推进反腐败斗争，落实管党治党政治责任，以伟大自我革命引领伟大社会革命。这些战略思想和创新理念，是党对中国特色社会主义建设规律认识深化和理论创新的重大成果。
习近平同志对关系新时代党和国家事业发展的一系列重大理论和实践问题进行了深邃思考和科学判断，就新时代坚持和发展什么样的中国特色社会主义、怎样坚持和发展中国特色社会主义，建设什么样的社会主义现代化强国、怎样建设社会主义现代化强国，建设什么样的长期执政的马克思主义政党、怎样建设长期执政的马克思主义政党等重大时代课题，提出一系列原创性的治国理政新理念新思想新战略，是习近平新时代中国特色社会主义思想的主要创立者。习近平新时代中国特色社会主义思想是当代中国马克思主义、二十一世纪马克思主义，是中华文化和中国精神的时代精华，实现了马克思主义中国化新的飞跃。党确立习近平同志党中央的核心、全党的核心地位，确立习近平新时代中国特色社会主义思想的指导地位，反映了全党全军全国各族人民共同心愿，对新时代党和国家事业发展、对推进中华民族伟大复兴历史进程具有决定性意义。 

- 甘肃省省长任振鹤在《学习时报》上撰文称，习近平新时代中国特色社会主义思想是“一本读不完的大书”、“一座取不尽的富矿”、“一盏指航向的明灯”、“一支蓄满力的利箭”，要学出政治忠诚、学出如磐信念、学出过硬担当、学出思路办法，坚持真学真懂真信真用， 务求入脑入心入魂入行。[41]

### 学者评价
- 香港记者、香港中文大学历史系兼任教授林和立表示，习近平思想的14条方略没有任何理论创新，将其写入党章的本意在于树立绝对政治权威，便于排除异己，为其长期执政做铺垫[42]。

- 上海政法学院国际事务与公共管理学院副教授陈道银则认为，习近平新时代中国特色社会主义思想达不到毛泽东思想和邓小平理论无所不包的程度，其更多是对毛泽东思想和邓小平理论的继承和发展，有一些新的提法和表述，有一些侧重和深化，但新的原创内容并不多[42]。